# Bisorio jezik
Bisorio jezik (ISO 639-3: bir; iniai, inyai-gadio-bisorio), transnovogvinejski jezik iz skupine pravih enga jezika s Papue Nove Gvineje koju čini zajedno s jezicima enga [enq], ipili [ipi], kyaka [kyc], lembena [leq] i nete [net].
Bisorio govore pripadnici istoimenog plemena Bisorio u provinciji East Sepik u selima Bisorio, Iniai i Gadio; oko 260 ljudi (2003 SIL). Leksički mu je najbliži nete (70%); dijalekt: pikaru (bikaru).

## Vanjske poveznice
- Ethnologue (14th)
- Ethnologue (15th)